# ReBoot
ReBoot és una sèrie de televisió de dibuixos animats canadenca, produïda per la companyia Mainframe Entertainment entre els anys 1994 i 2001. És reconeguda per ser la primera sèrie televisiva que va ser íntegrament generada per ordinador.

## Argument
ReBoot tracta sobre la vida dins dels ordinadors. A les ciutats se les anomena sistemes, que en el seu conjunt formen l'anomenada "xarxa" cibernètica. L'acció se centra en un petit i modest sistema, anomenat Mainframe o Sistema Principal (A informàtica el Mainframe es una supercomputadora per processa gran quantitat de dades, com ara transaccions bancàries). Aquí hi viu en Bob, un guardià que ha de fer front a les constants accions malignes de dos virus informàtics que també hi viuen, l'Hexadecimal i, sobretot, en Megabyte. En Bob té l'ajuda de la Dot (comandant del Sistema), l'Enzo (el germà petit de la Dot), en Frisket (el gos de l'Enzo) i en Phong (savi responsable del centre de càlcul), entre d'altres. Entre tots plegats sempre aconsegueixen frenar les accions d'en Megabyte i els seus sequaços.
A la vegada, en Bob també s'ha d'encarregar de guanyar els jocs que envia l'usuari. Una derrota en aquests "cubs de joc" faria que els habitants i el sector quedessin anulats, cosa que el guardià mai permetria que passés. En cada joc, per costum, s'ha de fer "ReBoot!", que consisteix a fer doble clic a la icona personal tot dient la paraula màgica. Fer ReBoot proporciona armes i material útils per a guanyar la partida.

## Personatges
- Bob: És el guardià nº452 de la Xarxa, responsable de la defensa del sistema Mainframe.[4]
- Dot Matriu: És la comandant del sistema, i mà dreta d'en Bob. També és propietària de "Dot's Dinner", un restaurant molt concorregut situat al sector Baudway, nivell 1.
- Enzo Matriu: És el germà petit de la Dot, i admira profundament a en Bob, a qui sempre acompanya.[5]
- Phong: És el savi responsable de la defensa del Centre de Càlcul. Sovint li demanen consells.[6]
- Frisket: És un gos vermell, gran i intel·ligent, que normalment acompanya a l'Enzo i l'ajuda amb tot.
- Megabyte: És un virus ordinari del sistema.[7] Les seves aspiracions són dominar el sistema i obrir un portal al Super Ordinador, però en Bob ho impedirà.
- Hexadecimal: És un virus del sistema. Coneguda per les seves màscares, no és tant violenta com en Megabyte però en Bob també li haurà de parar els peus de tant en tant.[6]
- Hack i Slask: Són robots que serveixen a en Megabyte.[8]
- Scuzzy: És la mascota de l'Hexadecimal

Altres personatges que intervenen posteriorment, o ocasionalment: AndrAIa, Mouse, el Binomi Sanguinari (Capacitador), Turbo, Ray Tracer (surfista), Daemon, Daecon, Mike la TV, Welman Matriu, Cyrus, Cecil, Senyor Pearson, Senyor Cristopher, Senyor Andrews, Data Nully, Fax Modem, Maxine, etc.

## Llistat d'episodis

### Temporada 1 (1994)
- 1x01 - L'Esquerda
- 1x02 - Cursa Contra el Rellotge
- 1x03 - El Ràpid i el Menjar
- 1x04 - El Virus Medusa
- 1x05 - La Baralla
- 1x06 - A la Panxa de la Bèstia
- 1x07 - El Binomi Sanguinari
- 1x08 - Enzo l'Espavilat
- 1x09 - Mags, Guerrers, i un Consell del Nostre Patrocinador
- 1x10 - El Gran Robatori del Cervell
- 1x11 - Per Molts Anys
- 1x12 - Crisi d'Identitat, 1a Part
- 1x13 - Crisi d'Identitat, 2a Part

### Temporada 2 (1995)
- 2x01 - Infecció
- 2x02 - El Mestre de Codis
- 2x03 - Quan Xoquen Dos Jocs
- 2x04 - Bad Bob
- 2x05 - Finestres Pintades
- 2x06 - AndrAIa
- 2x07 - El Monstre de Nuls
- 2x08 - Gigabyte
- 2x09 - No et Fiïs de Ningú
- 2x10 - Guerres de la Web

### Temporada 3 (1997)
- 3x1x1 - Per Solucionar i Defensar
- 3x1x2 - Entre l'Ós Rentador i el Mur
- 3x1x3 - Mur de Foc
- 3x1x4 - Joc Finalitzat
- 3x2x1 - Icones
- 3x2x2 - Allà on Cap Follet Mai No Ha Arribat
- 3x2x3 - El Número 7
- 3x2x4 - L'Episodi Sense Nom
- 3x3x1 - El Retorn del Binomi Sanguinari
- 3x3x2 - Els Límits del Més Enllà
- 3x3x3 - Genets de la Tempesta
- 3x3x4 - Els Paranys de la Mouse
- 3x4x1 - Megaframe
- 3x4x2 - Confrontació
- 3x4x3 - Daltabaix del Sistema
- 3x4x4 - Fi del Programa

### Temporada 4 (2001)
- 4.1 (pel·lícula) - Daemon Envaeix
- 4.2 (pel·lícula) - Els Meus Dos Bobs